# جیمز دافی (ورزشکار)
جیمز دافی (انگلیسی: James Duthie؛ زادهٔ ۲۷ october ۱۹۵۷ (۶۷ سال)) بازیکن هاکی روی چمن اهل بریتانیا است.